# Stadler M110/M111

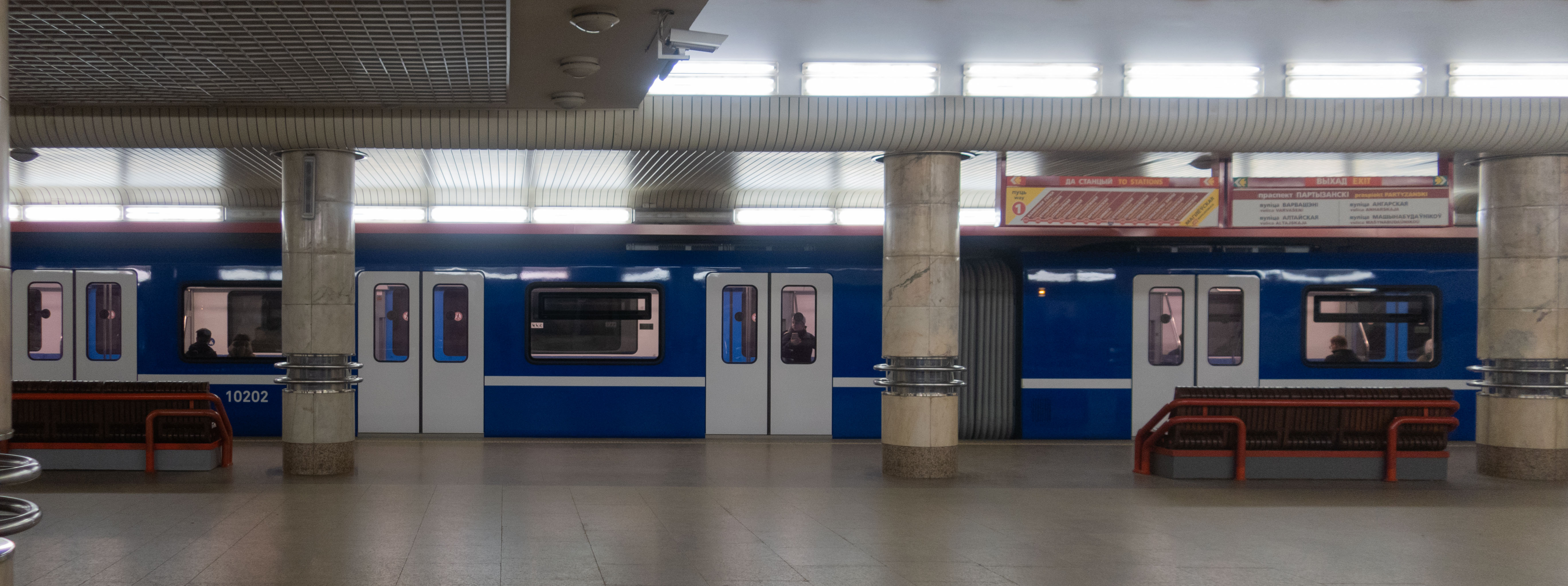
Вид сбоку (ст. «Могилёвская»)

Stadler M110/M111 — тип электровагонов метрополитена, разработанный и выпускавшийся в 2019—2020 гг. заводом Stadler Минск (филиал швейцарского завода Stadler Rail в г. Фаниполь, Беларусь) для Минского метрополитена. Вагоны модели M110 — моторные головные, М111 — моторные промежуточные. Эксплуатируются на Автозаводской и Зеленолужской линиях в количестве десяти составов.

## История создания и выпуска

### Производство
В 2016 году КТУП «Минский метрополитен» организовало тендер на поставку вагонов метро для обслуживания строящейся третьей линии метро. Тендер выиграло дочернее подразделение швейцарской компании «Stadler Rail» ЗАО «Штадлер Минск». В соответствии с условиями тендера, компания должна была поставить 44 вагона, из которых будут сформированы шесть четырёхвагонных (для Зеленолужской линии) и четыре пятивагонных (для Автозаводской линии) состава.
В 2017 году между КТУП «Минский метрополитен» и ЗАО «Штадлер Минск» подписали договор о поставке 10 составов с асинхронным тяговым приводом в 2019—2020 годах (6 составов в 2019 и 4 в 2020).
20 марта 2019 года на заводе «Штадлер Минск» в Фаниполе состоялась презентация первого поезда новой модели. По состоянию на осень 2020 года было построено десять составов: шесть четырёхвагонных и четыре пятивагонных.
В 2020 году Новосибирский метрополитен планировал купить 1 состав, но впоследствии от закупки отказались.
Минский метрополитен планировал закупать эти составы и далее по мере продления Зеленолужской линии. Однако с 2022 года в связи с введением санкций против Белоруссии, спровоцированными российским вторжением на Украину, компания «Stadler Rail» отказалась от дальнейших поставок поездов Stadler M110/M111 в Минский метрополитен в связи с санкционный давлением, и значительная часть работников завода Stadler перешла на другие предприятия, а производство в Белоруссии было решено заморозить до снятия санкций. В итоге Минский метрополитен вместо поездов Stadler перешёл к закупкам поездов 81-765.7/766.7 «Минск-2024» российского производства.
| Год выпуска | Вагонов на состав | Количество составов | Количество вагонов | Количество вагонов | Номера вагонов           | Номера вагонов                        |
| Год выпуска | Вагонов на состав | Количество составов | Мг                 | Мп                 | Мг                       | Мп                                    |
| 2019        | 4                 | 6                   | 12                 | 12                 | 10101—10106, 10901—10906 | 10201—10206, 10301—10306              |
| 2020        | 5                 | 4                   | 8                  | 12                 | 10107—10110, 10907—10910 | 10207—10210, 10307—10310, 10407—10410 |
| Всего       | 4                 | 6                   | 20                 | 24                 | 10101—10110, 10901—10910 | 10201—10210, 10301—10310, 10407—10410 |
| Всего       | 5                 | 4                   | 20                 | 24                 | 10101—10110, 10901—10910 | 10201—10210, 10301—10310, 10407—10410 |

## Эксплуатация
Первый четырёхвагонный состав поступил в электродепо «Могилёвское» Минского метрополитена в апреле 2019 года. В середине 2019 года на Автозаводской линии началась обкатка новых составов. С 4 февраля 2020 года начата эксплуатация первого поезда с пассажирами на Автозаводской линии в четырёхвагонном исполнении. С 6 ноября 2020 года поезда стали эксплуатироваться на новой Зеленолужской линии. По состоянию на январь 2025 года 4 состава серии приписаны в электродепо «Могилёвское» (ТЧ-2) и 6 — в электродепо «Слуцкое» (ТЧ-3). Все составы находятся в регулярной эксплуатации.
- Презентация первого состава на заводе
- Первый состав на линии
- Открытие и поездка Президента Белоруссии Александра Лукашенко по Зеленолужской линии